# Kisaura obrussa
Kisaura obrussa är en nattsländeart som först beskrevs av Ross 1956.  Kisaura obrussa ingår i släktet Kisaura och familjen stengömmenattsländor. Inga underarter finns listade i Catalogue of Life.